# كلية رافائيل هيرنانديز الوطنية
كلية رافائيل هيرنانديز الوطنية هي واحدة من أربع مدارس ثانوية عامة التابعة لجامعة لا بلاتا الوطنية، الواقعة في مدينة لا بلاتا، الأرجنتين.
تشغل المدرسة، التي يشار إليها عادة باسم "Colegio Nacional La Plata" (CNLP، كلية لابلاتا الوطنية)، مساحةً كبيرة تتمركز عند تقاطع الشارعين الأول والتاسع والأربعين في لابلاتا، بجوار حديقة لابلاتا الرئيسية.
في الأصل، كانت الكلية، التي أسسها جواكين غونزاليس، مخصصة للبنين، بينما كانت مدرسة فيتكور ميركانتي ليكيوم مدرسة للبنات فقط. ارتبطت المدارستان بالجامعة بالريادة في الابتكارات في المناهج الدراسية، حيث كان العديد من أساتذة الجامعات ومساعدي التدريس من بين أعضاء هيئة التدريس فيهما. في بدايتها، كانت الكلية تدار كمدرسة داخلية بريطانية كلاسيكية، حيث عاش الطلاب والأساتذة معًا لفترات طويلة من الزمن. كان القبول في المدرسة مجانيًا (أي بدون رسوم)، على الرغم من أن القبول كان محدوداً للغاية ويتطلب الموافقة على اختبارات القبول الصارمة. حتى سبعينيات القرن الماضي، قُبل خريجو المدرسة تلقائيًا في جامعة لا بلاتا. تعتبر كلية رافييل هيرنانديز من أعرق المدارس الثانوية في الأرجنتين.

## خريجون متميزون
- 1887: خوانا كورتيليزي (جيولوجية، أول امرأة تعمل أستاذة في جامعة لابلاتا الوطنية )
- 1897: خولييتا لانتري (طبيبة، أول امرأة تلتحق وتتخرج من هذه المدرسة)
- - 1928: إرنستو ساباتو (روائي)
- - 1937: هوراسيو إتشيغوين (محلل نفسي)
- 1941: رينيه فافالورو (طبيب، أول جراح يجري جراحة فتح مجرى جانبي للشريان التاجي لمريض يعاني من مرض الشريان التاجي، ومساهم رئيسي في التقنية الجراحية الحديثة. )
- 1959: ديفيد جرايفر (ممول)
- - 1945: سيرجيو كاراكاشوف (محام وعامل في مجال حقوق الإنسان)
- 2000: لوسيو سينتي (لاعب رجبي)

## روابط خارجية
- موقع Colegio Nacional Rafael Hernández (بالإسبانية)